# Comuna Negrilești, Bistrița-Năsăud
Negrilești este o comună în județul Bistrița-Năsăud, Transilvania, România, formată din satele Breaza, Negrilești (reședința) și Purcărete.
Comuna a fost înființată prin Legea Nr. 530 din 23 septembrie 2002, publicată în Monitorul Oficial Nr. 720 din 03 octombrie 2002

## Demografie
Componența etnică a comunei Negrilești
     Români (92,66%)
     Alte etnii (0,72%)
     Necunoscută (6,62%)
Componența confesională a comunei Negrilești
     Ortodocși (70,98%)
     Penticostali (12,99%)
     Baptiști (7,1%)
     Alte religii (1,79%)
     Necunoscută (7,15%)
Conform recensământului efectuat în 2021, populația comunei Negrilești se ridică la 2.071 de locuitori, în scădere față de recensământul anterior din 2011, când fuseseră înregistrați 2.447 de locuitori. Majoritatea locuitorilor sunt români (92,66%), iar pentru 6,62% nu se cunoaște apartenența etnică. Din punct de vedere confesional, majoritatea locuitorilor sunt ortodocși (70,98%), cu minorități de penticostali (12,99%) și baptiști (7,1%), iar pentru 7,15% nu se cunoaște apartenența confesională.

## Politică și administrație
Comuna Negrilești este administrată de un primar și un consiliu local compus din 11 consilieri. Primarul, Daniel-Ioan Bugnar[*], de la Partidul Puterii Umaniste, este în funcție din 1 noiembrie 2024. Începând cu alegerile locale din 2024, consiliul local are următoarea componență pe partide politice:
|  | Partid                          | Consilieri | Componența Consiliului | Componența Consiliului | Componența Consiliului | Componența Consiliului |
|  | ------------------------------- | ---------- | ---------------------- | ---------------------- | ---------------------- | ---------------------- |
|  | Partidul Puterii Umaniste       | 4          |                        |                        |                        |                        |
|  | Partidul Social Democrat        | 3          |                        |                        |                        |                        |
|  | Partidul Național Liberal       | 3          |                        |                        |                        |                        |
|  | Alianța pentru Unirea Românilor | 1          |                        |                        |                        |                        |

## Atracții turistice
- Mănăstirea Breaza
- Ruinele Cetății Ciceului